# Физические методы медицинской диагностики
Физика́льная диагно́стика — комплекс медицинских диагностических мероприятий, выполняемых врачом с целью постановки диагноза. Все методы, относящиеся к физикальному обследованию, осуществляются непосредственно врачом с помощью его органов чувств. К ним относится:
- Осмотр
- Пальпация
- Перкуссия
- Аускультация

Данные методы требуют минимального оснащения врача оборудованием, некоторые могут быть выполнены и вовсе безынструментально, вручную, из-за чего могут быть использованы в любых условиях. В настоящее время с помощью данных методик проводится первичное обследование больного и, основываясь на полученных результатах, выставляется предварительный диагноз, который впоследствии подтверждается или опровергается с помощью лабораторных и инструментальных обследований.
Если в начале XX века физикальные методы обследования были единственной возможностью врачу получить данные о состоянии больного, то к концу XX века ситуация изменилась, практически все данные физикального обследования можно получить с помощью инструментальных методов.
В настоящее время, в связи с этой тенденцией, постепенно утрачиваются навыки физикального обследования, особенно остро это выражено в странах с хорошей оснащенностью высокотехнологичным медицинским оборудованием. Однако, даже в этих странах физикальное обследование не утратило своей значимости как базовый метод, позволяющий определиться с предполагаемым заболеванием. Опытный клиницист, используя только физикальные методы исследования и сбор анамнеза, во многих случаях может выставить правильный диагноз. В случае невозможности постановки диагноза лишь на основании данных физикального обследования, проводится углублённая диагностика и дифференциальная диагностика с привлечением лабораторных и инструментальных методов исследования (см. также здесь).